# 1. FC Magdeburg
1. FC Magdeburg är en fotbollsklubb i Magdeburg i Sachsen-Anhalt, Tyskland.
1. FC Magdeburg var det enda laget i DDR som lyckades vinna en större internationell titel, då man vann Cupvinnarcupen säsongen 1973–1974, då man besegrade AC Milan i finalmatchen.

## Meriter
- Cupvinnarcupen 1974
- Östtyska mästare: 1972, 1974, 1975
- Östtyska cupmästare: 1964, 1965, 1969, 1973, 1978, 1979, 1983

## Kända spelare
- Joachim Streich
- Jürgen Sparwasser